# Rivière Miskomin
Rivière Miskomin är ett vattendrag i Kanada.   Det ligger i provinsen Québec, i den sydöstra delen av landet, 500 km norr om huvudstaden Ottawa.
I omgivningarna runt Rivière Miskomin växer i huvudsak blandskog. Trakten runt Rivière Miskomin är nära nog obefolkad, med mindre än två invånare per kvadratkilometer.